# リスアカネ
リスアカネ（りす茜、学名  Sympetrum risi risi ）は アカネ属のトンボの一種。国内では北海道、本州、四国、九州に分布する。和名のリスはスイスのトンボ学者Friedrich Risの名前に由来するもので、ネズミ目リス科のリス（栗鼠）とは全く関係がない。北海道産は別亜種のヒメリスアカネ（姫りす茜、学名  Sympetrum risi yosico ）とされてきたが、DNA解析の結果、本州以南の個体と明瞭な差はないことがわかっている。

## 形態
成虫は、体長31-46mm、腹長20-30mm、後翅長26-34mm、翅の先端にある褐色の斑紋が目立つ中型の赤とんぼ。雌雄とも顔面に眉班（ビハン）はない。
幼虫は典型的な赤とんぼ型のヤゴで、体長は17-20mm程度。ナツアカネ、ノシメトンボに類似する。腹部第8節の側棘の長さは第9節の末端を超える。

## 生態
成虫は6月下旬頃から羽化が始まり、遅いところでは11月下旬頃まで見られる。アカネ属の中で最も薄暗い環境を好む種。平地から丘陵地にかけての、周囲を樹林に囲まれたような閉鎖的な池や沼でよく見られ、水田やプールなどの明るく開放的な環境では見られないことが多い。アキアカネなどとは違い遠くまで移動することはなく、羽化後も羽化水域の近くに留まり、体が成熟するまでそこで摂食活動を行う。
未熟なうちは雌雄とも黄褐色の体色をしており、成熟した雄は腹部がやや朱色を帯びた赤色に、胸部は濃い褐色になる。雌は成熟しても体色が全体に濃くなる程度であるが、寒冷地では腹部背面の赤化する個体が現れることがある。この雌の赤化はアキアカネなど他の赤とんぼにも共通して見られる傾向である。雌雄とも成熟が進むと翅の先端だけでなく、翅全体がやや褐色を帯びてくるようになる。顔面は濃い黄色になる。
成熟した雄は水域近くに縄張りを持つようになる。本種の縄張りの範囲は狭く、しかも強い占有行動を示すため、体格で勝る他の大型のトンボが侵入してきた場合でも本種が優位に立つことが多い。
産卵は空中から卵を振り落とす打空産卵で、水のない池畔の土や枯れ草の上で雌雄が連結して行うことが多いが、途中で連結を解いて雌の単独産卵に移行することもある。この場合は雄が上空でホバリングをしながら、または付近に静止して雌の産卵を警護をすることもあるが、長時間は持続しない。水のある場所には産卵しない。成熟した本種は人間に対する警戒心が比較的強いとされる。
秋に産み落とされた卵はそのまま越冬し、翌春産卵場所が増水して水面が上昇し水没した環境下で孵化し幼虫となる。

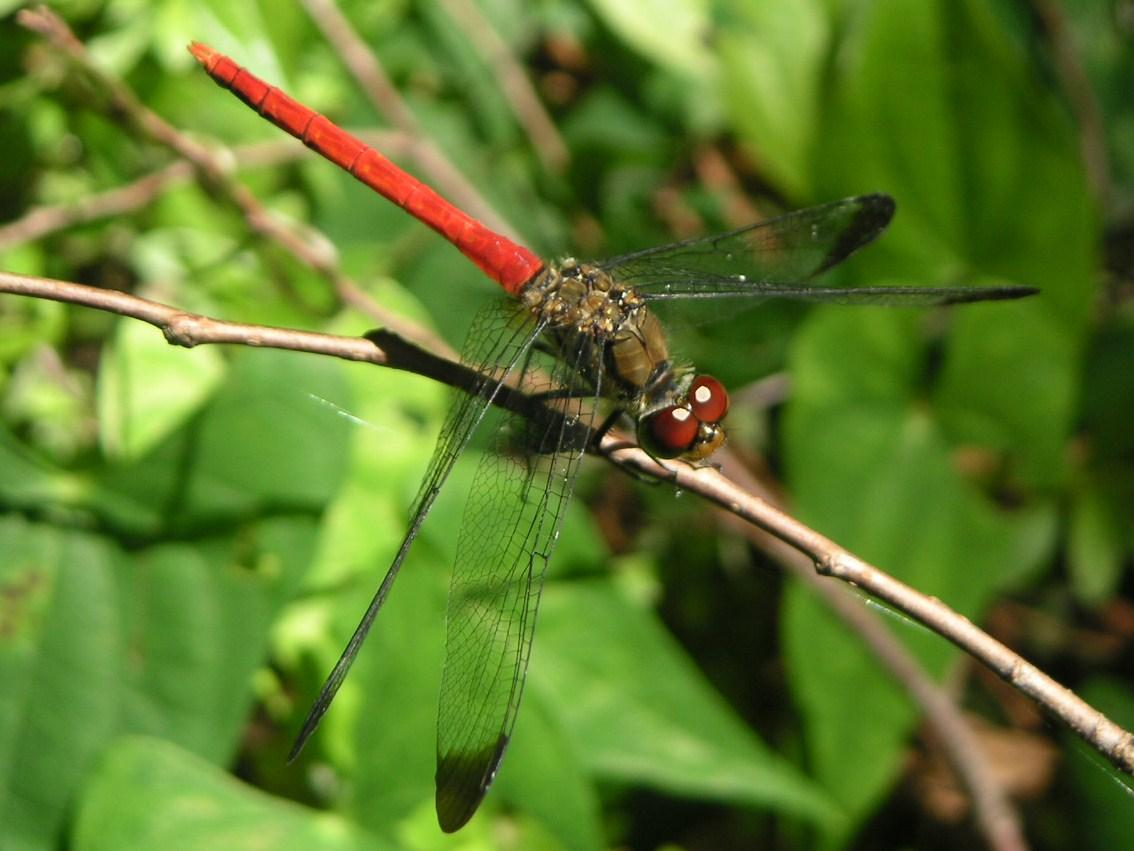
若い雄。
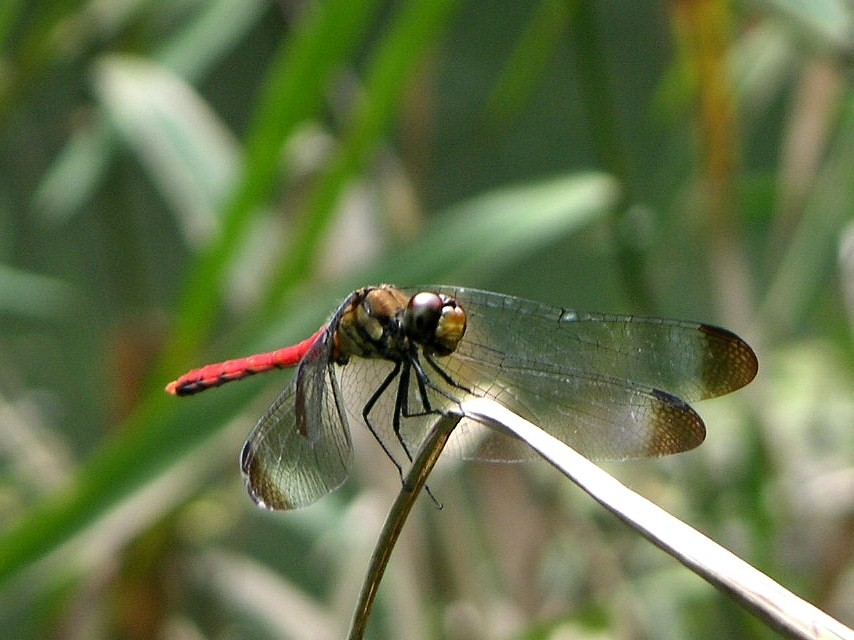
縄張りを守る成熟雄。
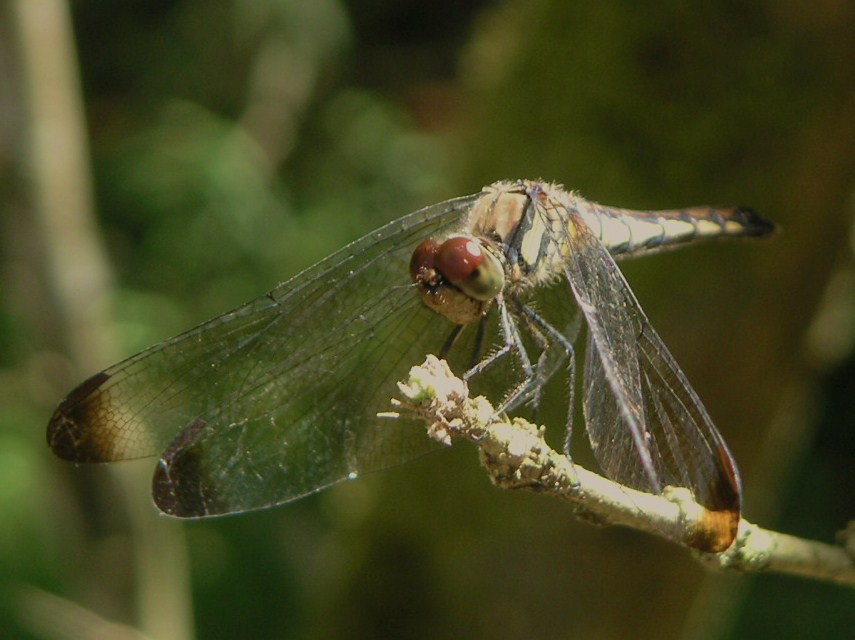
雌の顔。眉斑はない。
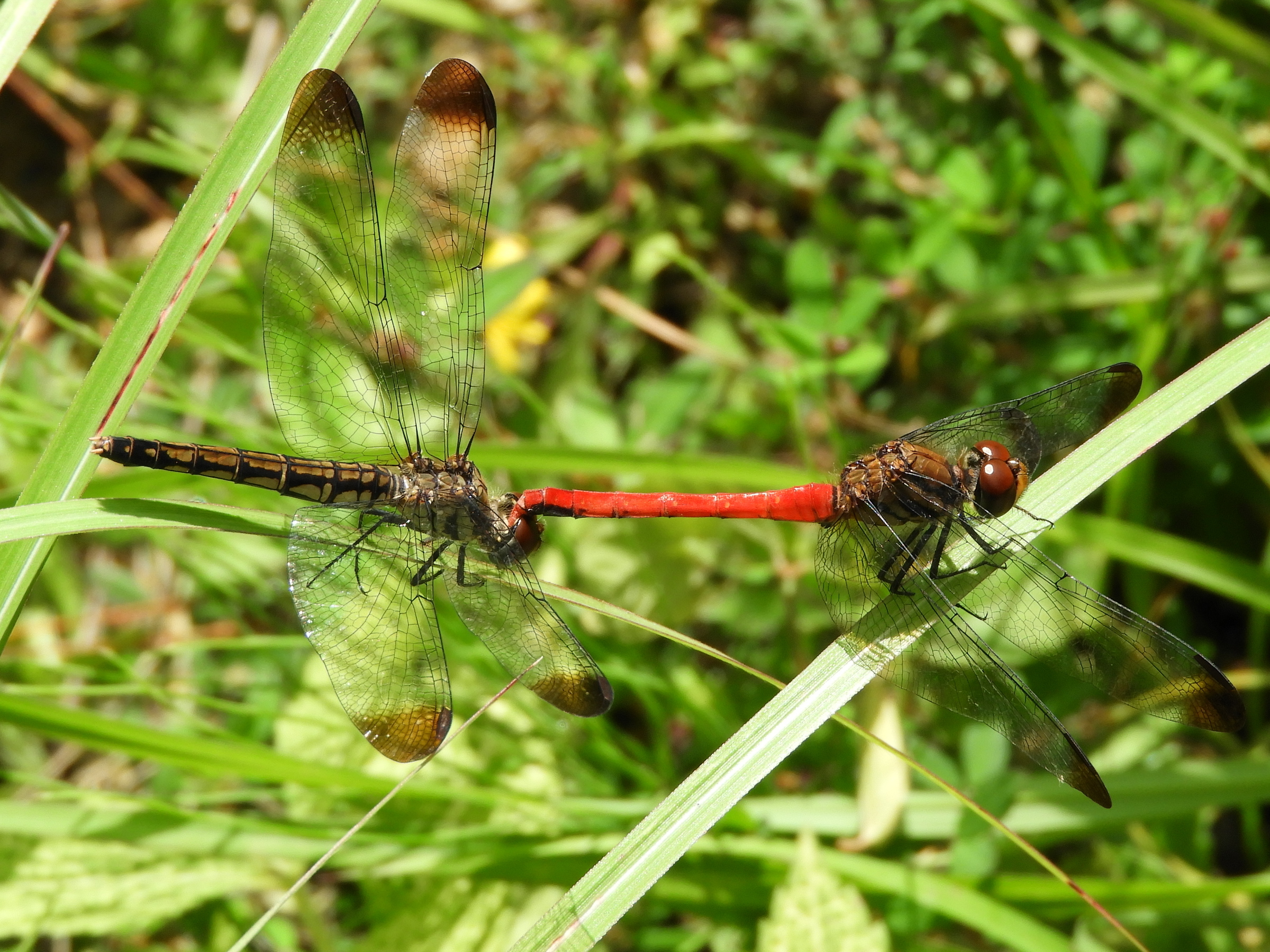
連結したつがい

## 類似種

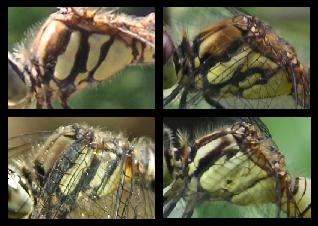
胸部比較 左上)ノシメトンボ・右上)コノシメトンボ ・左下)リスアカネ・右下)マユタテアカネ

翅の先端に褐色の斑紋を持つ良く似た種類にノシメトンボ、コノシメトンボがある。本種はノシメトンボよりもひと回り小型であり、コノシメトンボとほぼ同大か本種が若干小さい程度である。
雄は成熟すると腹部のみ朱赤に変化するが、ノシメトンボ（わずかに赤みがさす程度）、コノシメトンボ（全身が赤化し、やや黒味を帯びた赤）とは色合いや赤化する範囲が異なるので区別は容易。また、腹部の黒斑があまり発達せず背面まで回り込まないこと、第7節～第9節の下部にある黒斑が繋がっているように見えるのも本種の特徴で、未熟期でも区別がつく。腹部全体が細く直線的なシルエットは、やや華奢な印象を与える。雌では、本種の顔には眉斑がなく、ノシメトンボ、コノシメトンボには眉斑があることで見分けがつく。
翅の先端の褐色斑はノシメトンボやコノシメトンボと比べると薄く、褐色部分の面積も狭いものが多い。中でも北海道の個体は、この褐色斑に退化傾向が見られ、中にはほとんど消失している個体もある。
また、これら三種は胸部側面の斑紋の形状がそれぞれ異なることで見分けることができる。本種の特徴は、胸部側面の3本の黒条のうち、中央の1本が両端の2本より少し短く、上端までわずかに達しないことである。しかし、まれに2本目の黒条がノシメトンボのように上端まで達していたり（雌に比較的多い）、コノシメトンボのように途中で後方に折れ曲がり、3本目に合流するような変異（雄に比較的多い）が見られることもある。

## 近縁種
体格や体色はそれぞれ異なるものの、国内の種ではノシメトンボ、ナニワトンボと近縁である。特にナニワトンボと本種は同じような環境を好み、同所的に見られることも多いため、異種間連結・異種間交尾・産卵が観察されることがある。
尚、姿形が非常によく似ているコノシメトンボとは産卵の方式も異なっており、同属内であっても系統的にはそれほど近縁な種類ではない。